# Hành hương (tôn giáo)

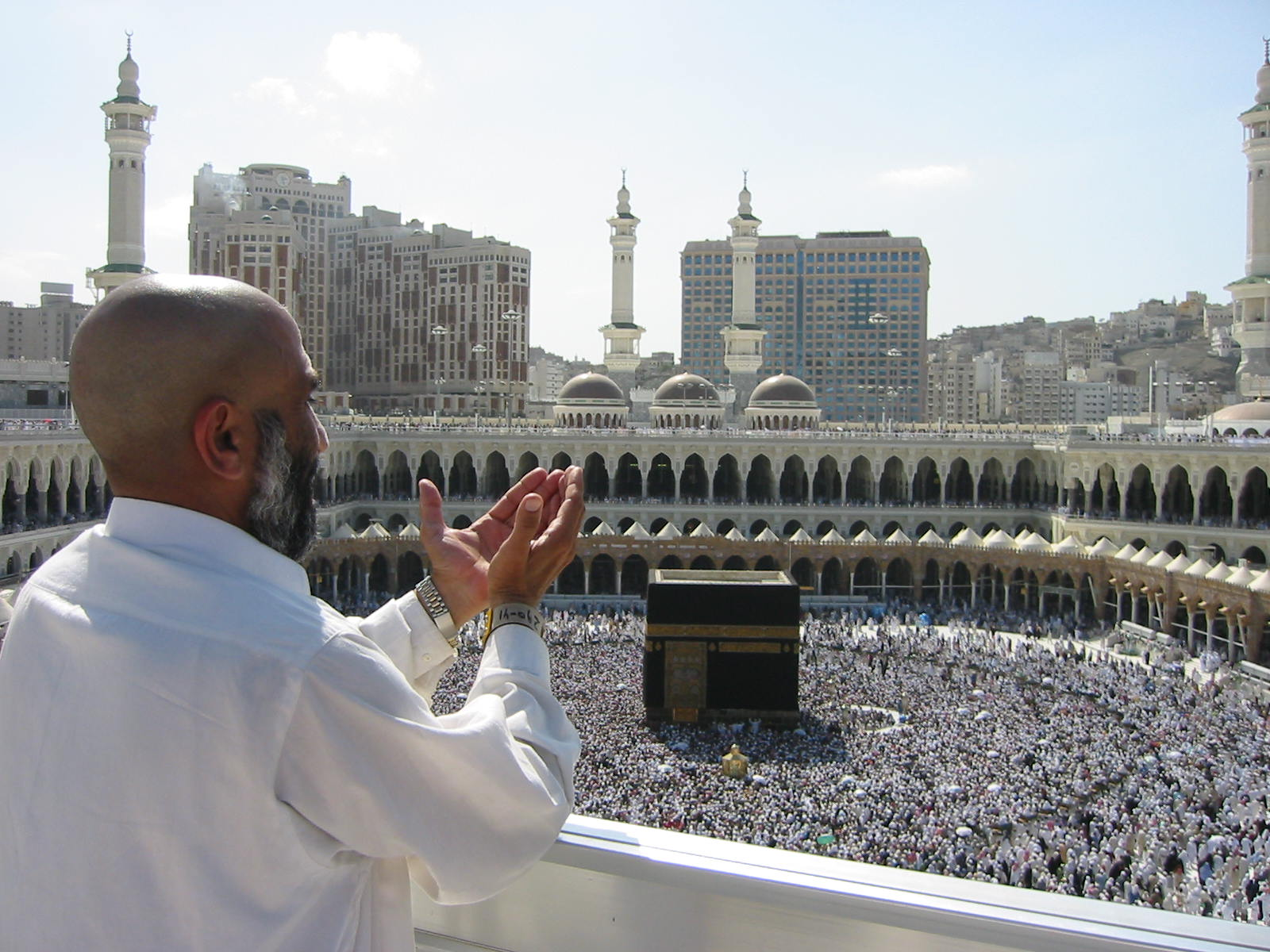
Hành hương về dự lễ tại Mecca

Trong tôn giáo, một tín đồ có thể chứng tỏ lòng thành của mình bằng cách trải qua cuộc hành hương, thường là một hành trình dài, cần công sức, của cải, nhiều thử thách, để về một vùng đất thánh.
Đạo Phật có 4 khu thánh địa: Nơi sinh của đức Phật Kapilavastu, nơi đức Phật giác ngộ, nơi Ngài giảng đạo tại Benares và ngài đạt chánh quả tại Kusinagara.
Jerusalem là thánh địa của các đạo Do Thái, Chính Thống giáo, Công giáo, và đạo Hồi. Trung tâm Thế giới Bahá'í tại Haifa là thánh địa của tôn giáo Baha'i.